# Vápenka Čertovy schody
Vápenka Čertovy schody a.s. (VČS) je akciová společnost provozující vápenku, ve které se zpracovává vysokoprocentní surovina těžená v přilehlých ložiscích Koněprusy a Suchomasty I na území obce Tmaň v okrese Beroun.

## Historie
Vápenka Čertovy schody byla budována od roku 1956. V roce 1963 byla ve vápence uvedena do provozu pětice šachtových pecí. V roce 1982 byla zahájena produkce v tříšachtové peci MAERZ. Po sametové revoluci v Československu (listopad 1989) vstoupila do Vápenky Čertovy schody zahraniční společnost – Skupina Lhoist, která má se zpracováním vápence zkušenosti od svého vzniku v roce 1889, kdy podnikatel Hippolyte Dumont otevřel svoji první továrnu v Belgii. Společnost vznikla formálně 28. května 1992 pod názvem LHOIST s.r.o., od roku 2006 používá jméno Vápenka Čertovy schody. V současnosti (rok 2023) je firma Skupina Lhoist dominantním výrobcem vápenných a vápencových výrobků v České republice.